# Chiavenna Landi
Chiavenna Landi (Ciavënna in dialetto piacentino) è una frazione del comune italiano di Cortemaggiore, in provincia di Piacenza.
La frazione, che al censimento del 2001 contava 129 abitanti, si trova sulla sponda sinistra del torrente Chiavenna, 6 km ad ovest del capoluogo comunale, lungo la strada che conduce a Piacenza.

## Origini del nome
Il suo nome deriva dal torrente Chiavenna, che ne attraversa il centro abitato e dalla famiglia Landi di cui questo territorio era un feudo.

## Storia
I primi dati del borgo si trovano in un inventario dei beni dell'abbazia di Nonantola in cui la zona è riportata come appartenente al contado aucense. In località Chiesa Vecchia sono stati ritrovati reperti ceramici risalenti all'epoca romana e altomedievale.
La residenza dei Landi era all'interno del cosiddetto "torrione Landi", le cui prime notizie risalgono al duecento e sono testimoniate da una citazione nel Registrum Magnum del comune di Piacenza, oltre che da alcuni particolari come la classica merlatura ghibellina a coda di rondine e i beccatelli situati nella parte superiore sui quali poggiano il cammino di ronda con le aperture delle caditoie
Un atto del 1209 riporta che Gislerio Landi costruì la torre con l'accordo di cederne la metà al comune di Piacenza. Nel 1212 Piacenza investì in fitto perpetuo alcune terre situate nella zona di Chiavenna con l'obiettivo di ottenerne la bonifica.

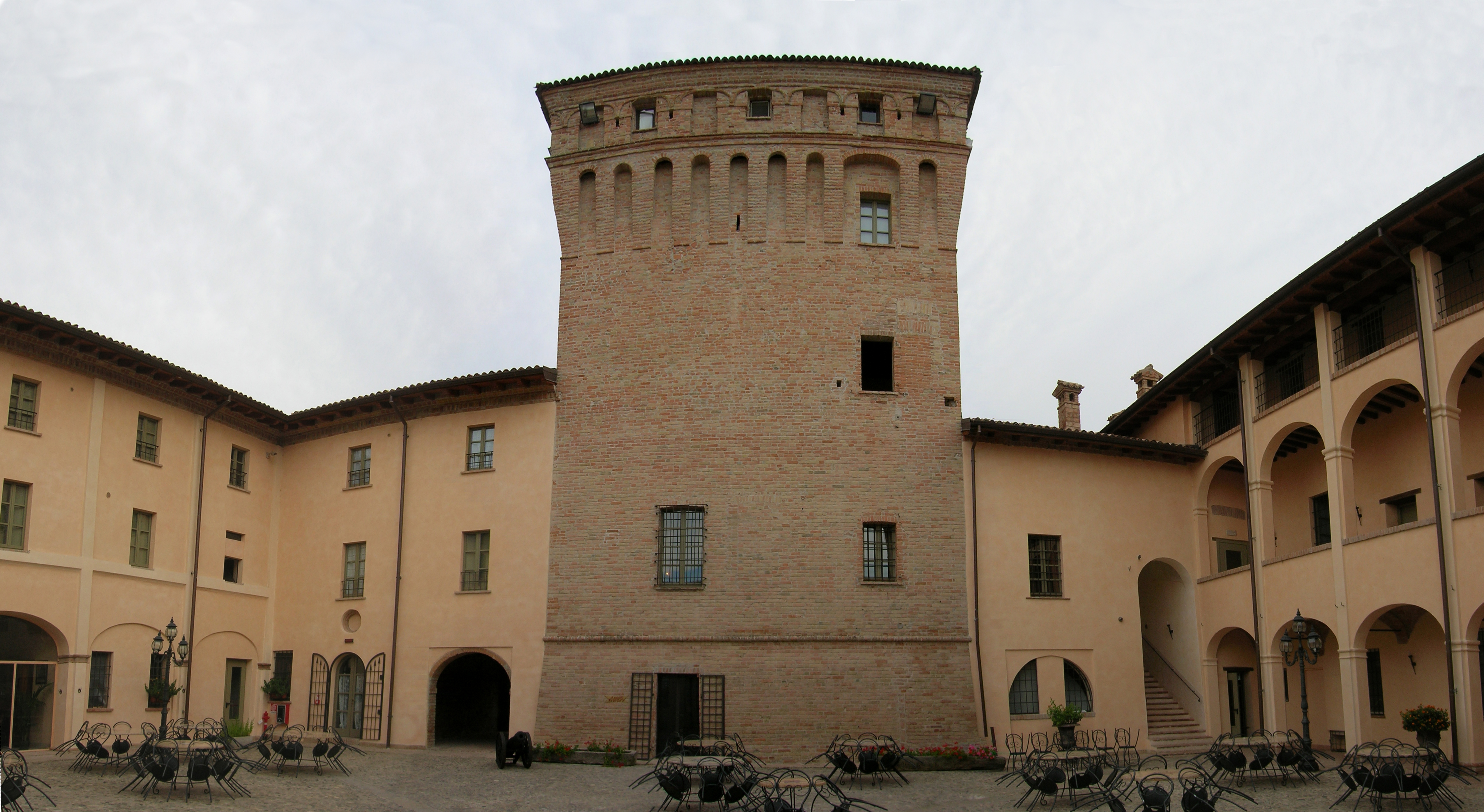
Il cortile interno del castello.

La torre era stata costruita come avamposto per prevenire eventuali invasioni di truppe cremonesi che nel 1214 invasero Cortemaggiore.
La locale chiesa, dedicata alla natività della Beata Vergine Maria, fu fondata nel 1513 dagli eremitani di Sant'Agostino grazie all'intervento del benefattore Giacomo Pallavicino di Scipione su una preesistente chiesa dedicata anch'essa alla natività della Beata Vergine Maria, unitamente ad un convento dedicato all'Annunciazione ancora presente di fianco alla chiesa con ampi corridoi e porticati, seppur molto rimaneggiato rispetto all'aspetto originale.
Nel Settecento fu elevata a parrocchia subendo diversi rimaneggiamenti. Nel ventesimo secolo fu restaurata dall'ingegnere Giulio Bussandri con l'intento di tornare all'aspetto iniziale. La nuova consacrazione avvenne nel 1917.
Il castello rimase di proprietà della famiglia Landi fino al novecento subendo, negli anni, un consistente degrado fino a quando, nel 2004 venne ristrutturato e adibito ad hotel e ristorante.

## Monumenti e luoghi d'interesse
- Castello di Chiavenna Landi: conosciuto anche come torrione Landi e citato per la prima volta nel duecento all'interno del Registrum Magnum del comune di Piacenza, fu costruito da parte di Gislerio Landi, con l'accordo di cederne la metà al comune di Piacenza. L'edificio rimase tra i beni di famiglia dei Landi fino al novecento, vivendo un costante e graduale degrado. Nel 2004 è stato restaurato e adibito a hotel.
- Chiesa della natività della Beata Vergine: edificata nel 1513 dagli eremitani di Sant'Agostino presenta uno schema planimetrico basilicale a navata unica a tre campate. La facciata, in stile neogotico si presenta a capanna ed è caratterizzata da una cuspide centrale sopraelevata rispetto ai rampanti laterali[10].

## Infrastrutture e trasporti
La frazione è attraversata dalla ex strada statale 587 che collega Piacenza con Cortemaggiore e dalla strada Provinciale 30 che prende il nome dalla frazione e collega Caorso a Cadeo.